# Atenodoro (comandante isaurico)
Atenodoro (in greco antico: Λογγῖνος ὀ φαλακρὸς?; latino: Athenodorus iunior; ... – Tarso, 497) è stato un politico e militare romano di origine isaurica, famoso per la sua ribellione contro l'imperatore Anastasio I.

## Biografia
Sotto il regno dell'imperatore Zenone, egli stesso un isaurico, Atenodoro fece parte del Senato di Costantinopoli. Quando Zenone morì senza eredi nel 491, suo fratello Longino non ereditò il trono a causa dell'influenza dell'imperatrice vedova Ariadne, la quale scelse come successore Anastasio I. Longino fomentò una rivolta degli Isaurici presenti a Costantinopoli per far valere i propri diritti dinastici, ma Anastasio soppresse la rivolta, bandì Longino in Egitto (492) e cacciò gli Isaurici dalla capitale; tra coloro che furono obbligati ad allontanarsi c'era anche Atenodoro, che però raggiunse Longino di Cardala in Isauria e continuò la ribellione.
I due, insieme al governatore provinciale dell'Isauria Lilingis, che era fratellastro del defunto generale e ribelle isaurico Illo, raccolsero un esercito di 15.000 uomini e marciarono sulla capitale, ma furono sconfitti nella battaglia di Cotyaeum dalle truppe lealiste guidate dai generali Giovanni Gibbo e Giovanni Scita: Lilingis cadde in battaglia, mentre Atenodoro e Longino si rifugiarono tra le imprendibili montagne dell'Isauria e continuarono la ribellione.
Nel 497, però, Giovanni Scita riuscì a catturare i generali ribelli e li fece giustiziare a Tarso, mandando poi le loro teste all'imperatore che le fece affiggere su dei pali nel luogo detto Sycae, affinché la vista ripagasse i cittadini di Costantinopoli delle vicissitudini sofferte.